# Leptobrachella wulingensis
Leptobrachium wulingensis — вид жаб родини азійських часничниць (Megophryidae). Описаний у 2020 році.

## Поширення
Ендемік Китаю. Поширений у горах Уліншань. Виявлений у природному заповіднику Тяньцзишань у місті Чжанцзяцзе в провінції Хунань.

## Опис
Розміри тіла від малих до середніх, довжина тіла самця становить 24,5-32,8 мм, довжина тіла самиці — 29,9-38,5 мм. Шкіра на задній частині тулуба шорстка, коричнева або червонувато-бура; тильна сторона кінцівок з чорними горизонтальними смугами, лікті та надпліччя помаранчеві; горло сірувато-рожеве, груди та живіт білі, є бородавчасті білі плями перед грудьми та животом, а живіт має мармурові плями; внутрішня частина стегон сірувато-рожева з білими бородавчастими зернами.